# Museo de Rugby de Nueva Zelanda
El Museo de Rugby de Nueva Zelanda es un museo dedicado al deporte de rugby union en Palmerston North, Nueva Zelanda. Fue fundado por John Sinclair y construido con inspiración a la Habitación de Trofeo de Cardiff Arms Park en Gales, el museo incluye elementos relacionados con el rugby como equipamiento, ropa, libros, fotografías, trofeos, placas, etc.. Wilson Whineray fue el jefe del museo hasta su muerte en 2012, mientras que Stephen Berg es el director.

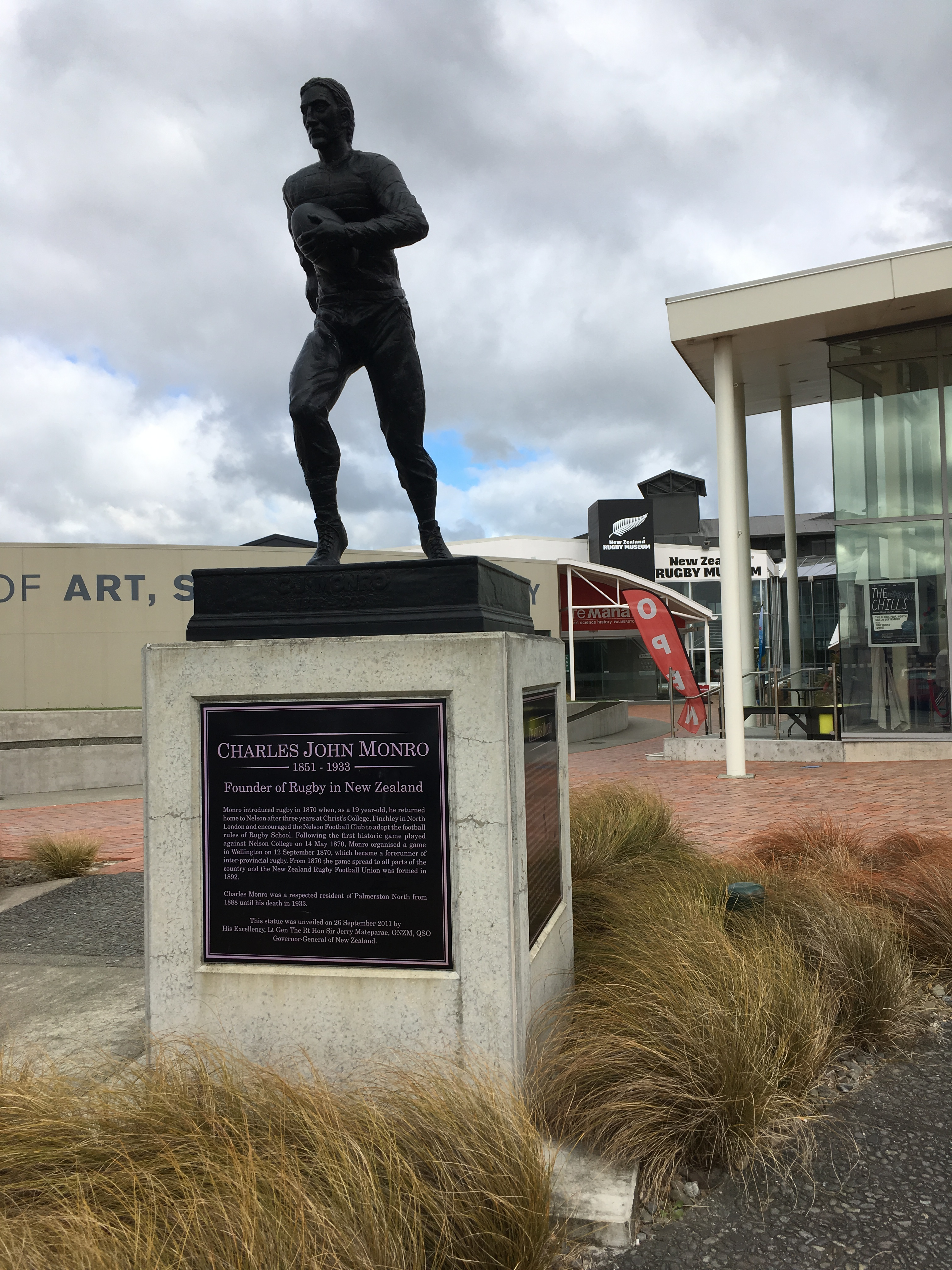
Monumento a Charles Monro

El museo se trasladó a un edificio grande adyacente al Centro Cívico y el complejo cultural Te Manawa antes de la Copa Mundial de Rugby de 2011. El museo forma parte del "REAL New Zealand Festival", una serie de eventos y actividades culturales coordinados por el anfitrión de la Copa de Rugby. Aproximadamente 50,000 objetos han sido donados a NZMuseums, un catálogo combinado sobre los museos de Nueva Zelanda. Se han recogido objetos relacionados con partidos históricos, el museo también presta ciertos elementos para usos particulares.
El museo es manejado por la Sociedad de Museos del Rugby de Nueva Zelanda, y es un miembro asociado de la Unión de Rugby de Nueva Zelanda.